# Naamajärvi
Naamajärvi är en sjö i kommunen Kuhmo i landskapet Kajanaland i Finland. Sjön ligger 215,3 meter över havet. Den är 2,3 meter djup. Arean är 1,87 kvadratkilometer och strandlinjen är 11,21 kilometer lång. Sjön  ingår i Uleälvens huvudavrinningsområde.   Den ligger omkring 97 kilometer öster om Kajana och omkring 550 kilometer norr om Helsingfors. 
Naamajärvi ligger nordöst om Kivijärvi. 